# 2018년 7월 롬복섬 지진
2018년 7월 롬복섬 지진은 7월 29일 인도네시아 롬복섬에서 발생한 모멘트 규모 Mw6.4의 지진이다. 섬 북쪽의 린자니산 북동쪽 자락에서 발생한 지진으로, 진원은 지하 14km이다. 이 지진으로 최소 16명이 숨지고, 220명이 부상을 입었다.